# Albertus Bryne
Albertus Bryne, variants: Albert Bryan; Albert Brian (vers el 1621 – 2 de desembre de 1668) fou un organista i compositor anglès.
Fou deixeble de Thomas Tomkins, al que succeiria com a organista de la catedral de Sant Pau (Catedral de Saint Paul) de Londres, com més tard succeí al gran Christopher Gibbons  com a organista de l'Abadia de Westminster. Morí durant el regnat de Carles II, sent enterrat en el claustre de la dita abadia. El fanatisme dels puritans destruí la majoria de les seves obres, malgrat tenir la fama de ser un dels primers compositors d'Anglaterra.
En les recopilacions de J. Clifford Cathedral Music i Collection of divine services and Anhems... (Londres,, 1664, figuren les úniques obres que es conserven d'aquest autor.